# Ixchela furcula
Ixchela furcula là một loài nhện trong họ Pholcidae. Loài này được phát hiện ở Guatemala, Honduras và El Salvador.